# Petrus de Drusina
Petrus de Drusina, także Piotr z Drużna, Piotr Drusiński, (ur. ok. 1560, zm. 1611) – gdański kompozytor renesansowy.
Wiadomo, że był synem (lub przynajmniej krewnym) lutnisty, Benedykta z Drużna. Pracował jako organista w kościele św. Barbary w Gdańsku oraz w Elblągu. W ówczesnych dokumentach spotyka się forma zapisu jego imienia i nazwiska Piotr Drusinsky.
Większość jego zachowanych kompozycji dotrwała do naszych czasów w Tabulaturze Oliwskiej. Są to zwykle preludia organowe i organowe intawolacje motetów.